# Peter Fronius
Peter Fronius (Brassó, 1572. – Prázsmár, 1610. július 28.) ágostai evangélikus lelkész.

## Élete
Mathias Fronius fia. 1593-ban a brassói gimnáziumban tanult; 1595-ben a odera-frankfurti egyetem hallgatója volt. 1603. szeptember 29-én prázsmári lelkésznek választották meg.

## Művei
- De electione ex 1. Cap. ad Ephes v. 4. praes. Christophoro Pelargo. Francof. ad Oderam, 1595. (Locorum-Theolog. Εζετασις. Decad. VII. Disp. l.)
- De scientiae demonstrativae divisione cognitis et pugnantibus respondet… Francof. ad Oderam, 1596. (Hermann Leonhard, Aristotelis Analytici posteriores 2.)